# ズンバ

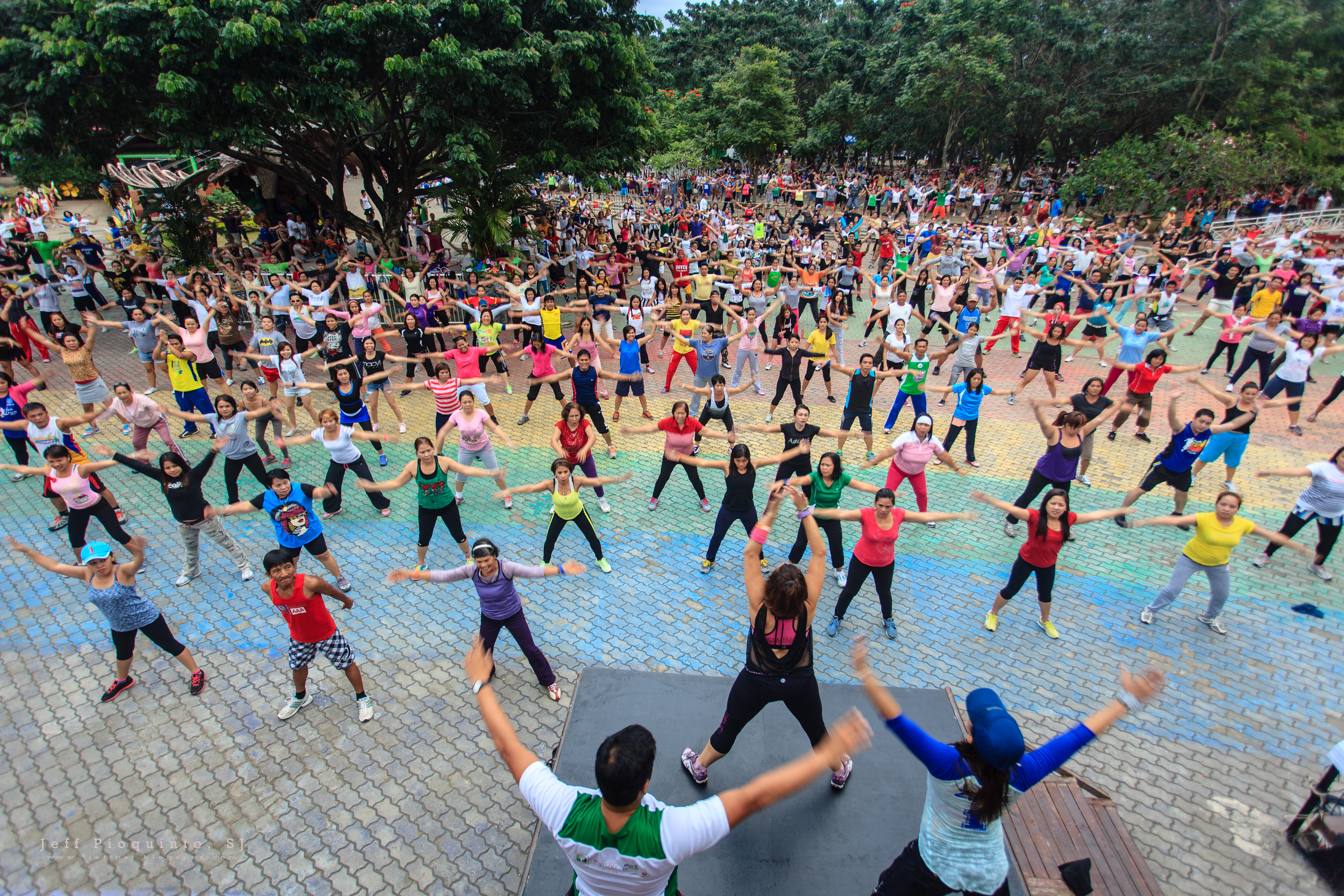
ズンバを踊る人々

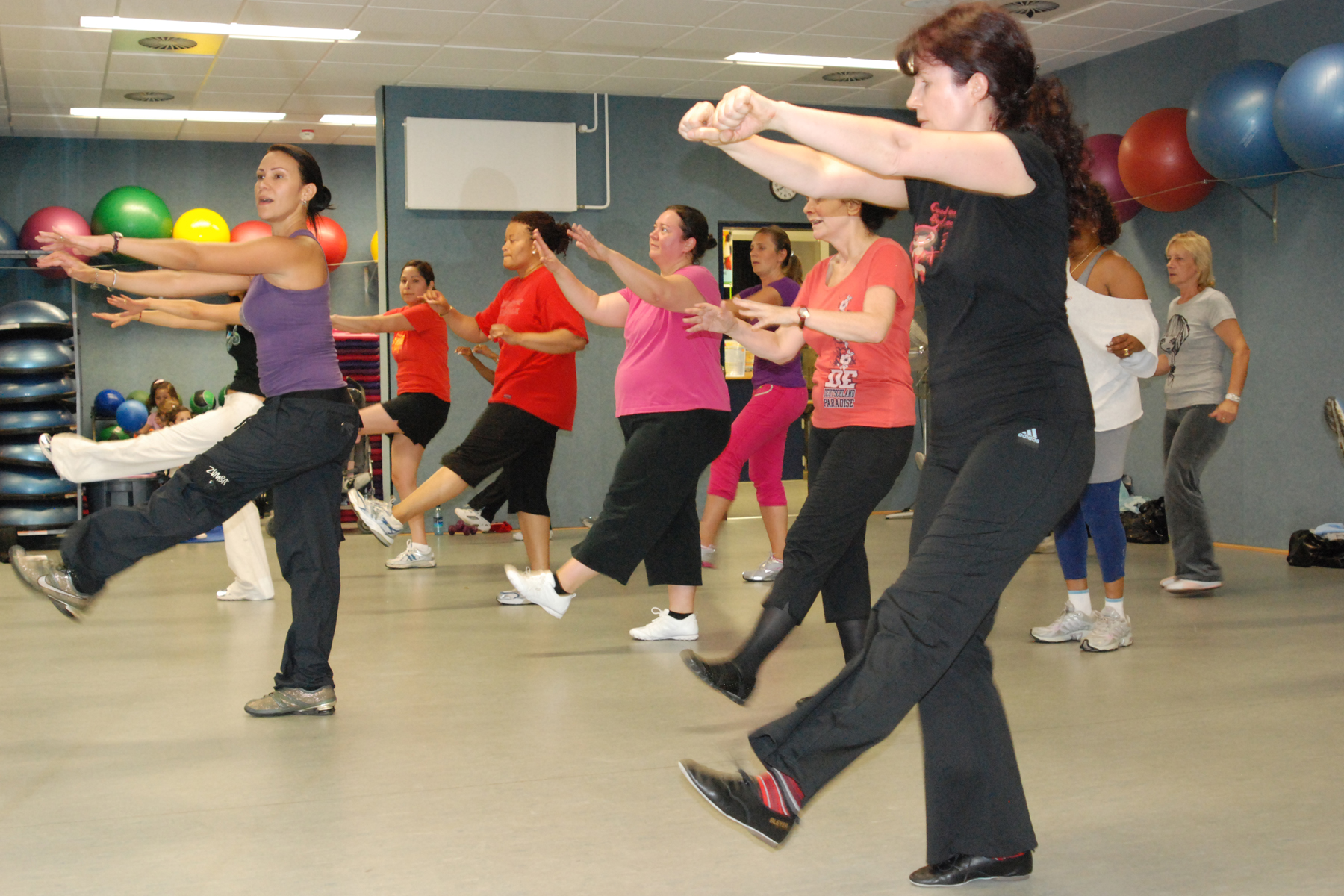
フィットネスセンターにおけるズンバの講習

ズンバ（ZUMBA）とは、コロンビアのダンサー兼振り付け師であるアルベルト・ベト・ペレスによって創作されたフィットネス・プログラムの名称であり、世界的に有名なエクササイズである。
ラテン音楽を中心にして世界中の音楽で行われるダンスプログラムであり、クンビア、サルサ、メレンゲ、レゲトンを必須の項目としてエクササイズが行われ、そこにマンボ、チャチャ、ソカ、サンバ、アシェ、ミロンガ、バチャータなど他のラテン音楽、ヒップホップやフラメンコ、ロック、タンゴ、ジャズスウィング、ベリーダンス、ボリウッド（インド舞踊）などが加わる。さらに2016年からはJ-POPが追加された。エアロビクスなどのその他のフィットネス、エクササイズプログラムに比べて、ダンスステップを基本としており、クラブなどでの「実用性」にも富み、それが昨今の人気に繋がっていると見る向きもある。
また、ズンバという言葉に特定の意味はなく、ブランド名として名付けられたものである。

## 起源
1990年代のコロンビアでエアロビクスのインストラクターをしていたペレスは、ある日、曲の入った音楽テープを忘れてしまった。そこで彼は鞄に入っていたお気に入りのサルサやメレンゲのリズムが入った伝統的なラテン音楽のテープで即興の振り付けを行うこととなる。
1999年にコロンビアからアメリカへ移ったペレスにより、2001年、最初のズンバクラスがマイアミで行われた。それ以来、現在では1500万人以上の愛好者がおり、180カ国以上、200,000以上のスタジオで毎週ズンバのクラスが開催されている。日本においては、2007年にペレスが来日、インストラクター制度が導入され、ズンバクラスが開講された。

## 特徴
ズンバの典型的な特徴は、先ず、インストラクターが事前に振り付けについて説明しないこと、生徒に向かって正面で踊ることが多いために、生徒は鏡面で踊ることが多いが間違いでは無いこと、そもそもダンスの振り付けの正確性を競う種目ではないこと、などが挙げられる。
レッスンは一曲目からインストラクターの説明は一切無く、ストレッチなどの要素を含みながらダンサブルに行われる。インストラクターはレッスン中は基本的に喋らない（ノンバーバルコミニケーション）ことになっており、生徒はインストラクターの振り付け、ジェスチャー（指を2本立てる、同じ動作を2回繰り返す など）を見ながら柔軟にレッスンをこなす。
一般的に骨盤を非常に激しく動かすダンスではあるが、2〜3曲激しいダンスを踊った後、スローな曲調のダンスが行われることも少なくない。また、4つの基本リズムごとに4つの基本動作が定められており、これら16のステップの組み合わせ、応用で構成される。
選ばれる音楽はラテンやインド舞踊、アフリカンなど民族舞踊が好まれることが多いが、J-POP、K-POP、アメリカンロックなど多岐に渡る。
指導を行うインストラクターには、振り付けのセンスはもちろん、その日の生徒の状況や習熟度に合わせて、選曲のセンス、ファッション、生徒との会話能力など、様々な要素が要求される。
振り付けや選曲の種類はインストラクターによって様々な傾向があり、生徒は自分の好みに最も合ったインストラクターのもとでレッスンを受けるのが理想的である。

## ZIN（Zumba Instructor Network）
ZINとは、ズンバインストラクターの為のネットワークであり、世界各地で開催される1日もしくは2日間のBASIC1受講を経て半年間のインストラクター資格が与えられると同時に ZIN登録が可能となる。また、インストラクターの資格検定、普及等を行うZUMBA教育スペシャリストを ZES（ZUMBA Education Specialist）と呼ぶ。日本国内のZESは2019年10月現在14名。エクササイズに使用されるCD/DVDにもZIN（番号）がタイトルに使用され、2021年8月にZIN94が追加された。 
日本では、株式会社JAPAN WELLNESS INNOVATION（JWI）が運営にあたっている。

## 種類
（日本国内で行われていないものも含む）
ZUMBA
ラテン音楽等を使用した通常のクラス
ZUMBA KIDS+ZUMBA KIDS JR.
4歳から12歳までの子供向けのクラス
ZUMBA Toning
筋力を鍛えるためのウエイトを使用したトーニングのクラス
ZUMBA Sentao
イスを用いたクラス
ZUMBA GOLD
初心者や高齢者向けにデザインされたクラス
ZUMBA STEP
ステップを用いたクラス
AQUA ZUMBA
プールなど水中で行われることを目的としたクラス
ZUMBINI
0 - 3歳までの幼児と主にその保護者向けに行われるクラス
STRONG Nation
高強度インターバルトレーニングを用いたトレーニングと音楽がシンクロするワークアウトプログラム（ダンスの要素は全く無い）
ZUMBA IN THE CIRCUIT
サーキットトレーニングを用いる事により、新陳代謝を活性化させるプログラム
PLATE BY ZUMBA
食生活改善プログラム（エクササイズプログラムではない）

## 世界の反応
2017年6月、イラン政府はズンバを禁止。ラテンアメリカ発祥のズンバの動きが、イスラム的な価値観に反しているとの見解。